# محاكم مراجعة حالة المقاتلين

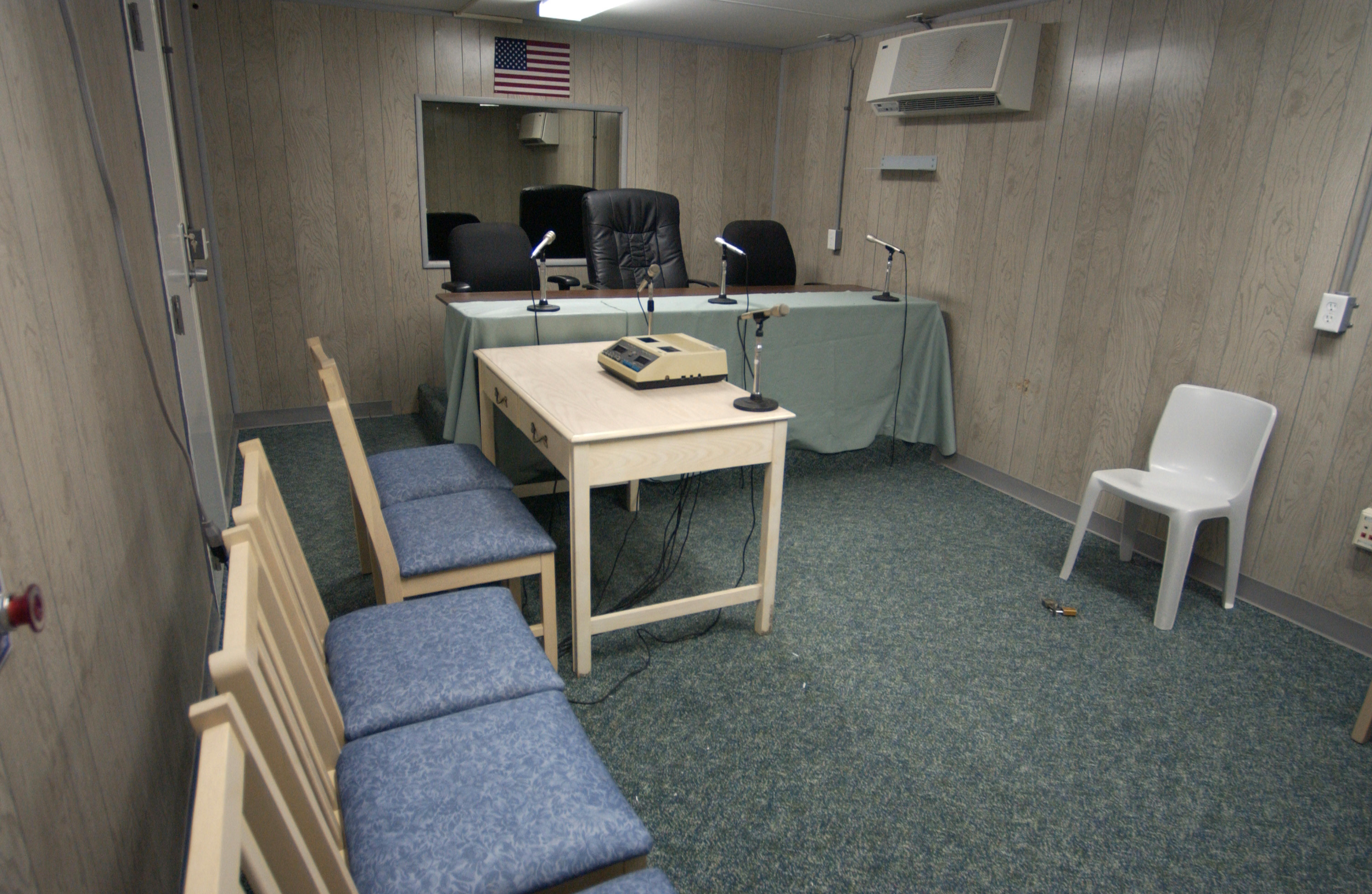
محاكم مراجعة حالة المقاتلين. يدي وقدمي المعتقل مكبلتان بمسامير في الأرض أمام الكرسي البلاستيكي الأبيض. يُحجز ثلاثة كراسي للصحفيين، ولكن حضر الصحفيين في 37 محكمة فقط من أصل 574 محكمة.

محاكم مراجعة حالة المقاتلين هي عبارة عن مجموعة من المحاكم لتأكيد ما إذا كان المعتقلون الذين تحتجزهم الولايات المتحدة في معتقل خليج غوانتانامو صُنِّفوا بشكل صحيح على أنهم مقاتلون أعداء أم لا. تأسست هذه المحاكم في 7 يوليو 2004 بأمر من نائب وزير الدفاع الأمريكي بول ولفويتس. بعد قرارات المحكمة العليا الأمريكية في قضية حمدي ضد رامسفيلد، ورسول ضد بوش.
وقد أجريت هذه الجلسات غير العلنية على أنها «مراجعة رسمية لجميع المعلومات المتعلقة بالمحتجز لتحديد ما إذا كان كل شخص يفي بالمعايير التي سيتم تصنيفها كمقاتل معاد». بدأت أولى جلسات المحكمة في يوليو 2004. نُشرت النصوص المحجوبة لجلسات الاستماع لـ «معتقلين ذوي قيمة عالية» على موقع وزارة الدفاع. واعتبارًا من 30 أكتوبر 2007، كان أربعة عشر نصًا من وثائق المحاكم متاحًا على موقع وزارة الدفاع على الويب.
وجدت المحكمة العليا للولايات المتحدة أن هذه المحاكم غير دستورية في قضية بومدين ضد بوش.

## محاكم مراجعة الوضع القتالي

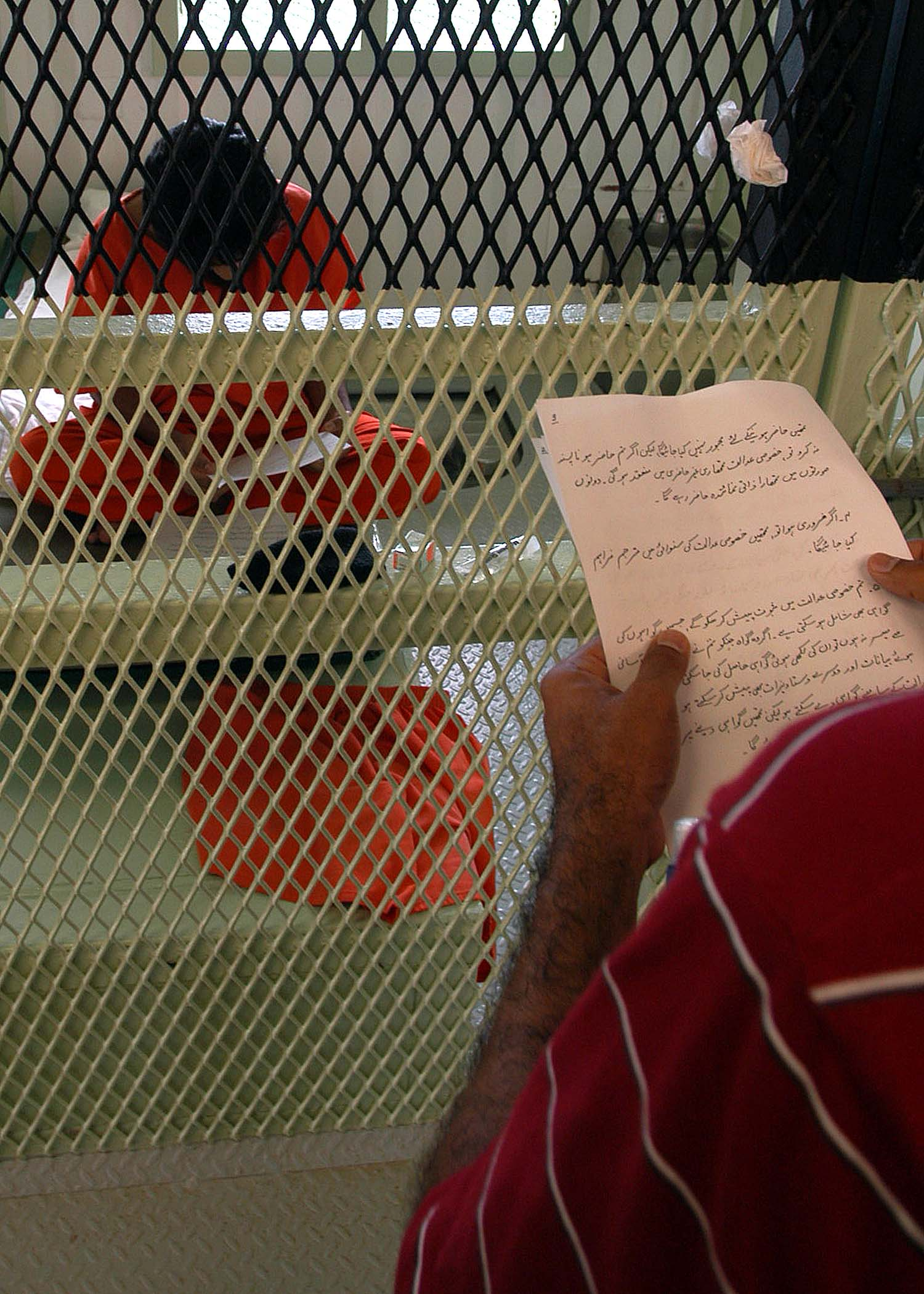
قراءة قرار المحكمة على أحد معتقلي غوانتانامو.

لا تلتزم محاكم مراجعة وضع المقاتلين بقواعد الإثبات التي يمكن تطبيقها في المحكمة، وتفترض أن تكون أدلة الحكومة «حقيقية ودقيقة». يُطلب من الحكومة تقديم جميع الأدلة ذات الصلة، يمكن تقديم ملخصات غير سرية للأدلة ذات الصلة إلى المحتجز. يجوز للممثل الشخصي للمحتجز عرض معلومات سرية والتعليق عليها للمحكمة للمساعدة في تحديدها، لكنه لا يعمل كمدافع عن المحتجز. إذا قررت المحكمة أن رجحان الأدلة غير كاف لدعم استمرار التصنيف على أنه «مقاتل عدو» وتمت الموافقة على توصيتها من خلال التسلسل القيادي المنشأ لهذا الغرض، فيتم إبلاغ المحتجز بهذا القرار، ولا تحدد القواعد جدولا زمنيا لإبلاغ المحتجزين. السؤال الوحيد الذي يجب تحديده هو ما إذا كان الأسير يفي بتعريف أسير الحرب الوارد في المادة 4 من اتفاقية أسرى الحرب.

## حكم المحكمة العليا لعام 2008
في 12 يونيو 2008، حكمت المحكمة العليا برئاسة القاضي أنطوني كينيدي في قضية بومدين ضد بوش، أن معتقلي غوانتانامو يحق لهم الوصول إلى نظام العدالة الأمريكي.
كما قضت المحكمة بأن محاكم مراجعة وضع المحاربين «غير ملائمة». انضم روث بادر جينسبيرج وستيفن براير وديفيد سوتر وجون بول ستيفنز إلى كينيدي في الأغلبية.
بينما عارض الحكم صامويل أليتو وكلارنس توماس وأنتونين سكاليا بالإضافة إلى القاضي جون روبرتس.

## وصلات خارجية
- سؤال وجواب: جلسات استماع في غوانتانامو، بي بي سي، 6 أغسطس 2004
- الولايات المتحدة تعترف بأخطاء الترجمة في محاكم غوانتانامو، هيئة الإذاعة الأسترالية، 27 أغسطس 2004
- أهم 10 علامات قد لا تحصل على محاكمة عادلة في غوانتانامو، الإذاعة الوطنية العامة، 14 سبتمبر 2004
- قائمة المحتجزين الذين خضعوا لإجراءات محكمة مراجعة وضع المقاتلين كاملة ، 19 أبريل 2006
- حقوق الإنسان أولاً؛ عملية لا مبرر لها: التحقيق في احتجاز ومحاكمة محتجزي باغرام في أفغانستان في أبريل 2009 (2009)
- حقوق الإنسان أولاً؛ العدالة التعسفية: محاكمة معتقلي غوانتانامو وباغرام في أفغانستان (2008)